# Slavoj Žižek
Slavoj Žižek ([ˈslavoj ˈʒiʒɛk]) (n. 21 martie 1949, Ljubljana, Republica Socialistă Slovenia, RSF Iugoslavia) este un filozof de orientare hegeliană, psihanalist lacanian, politolog marxist, teoretician al cinematografiei și critic cultural. 
Este cercetător senior la Institutul de Sociologie și Filosofie al Universității din Ljubljana, profesor de filosofie și psihanaliză la Universitatea European Graduate School și profesor invitat la o serie de universități din Statele Unite ale Americii (Columbia, Princeton, New School for Social Research, Universitatea din New York, Universitatea din Michigan).
În intervențiile sale, Žižek folosește exemple din cultura populară (cinema, benzi desenate) pentru a explica conceptele psihanalizei lacaniene. Pentru a interpreta realitatea socială, filozoful sloven utilizează dialectica hegeliană, aparatul critic marxist și psihanaliza lacanaiană. Opera lui, amestec de filozofie teoretică și flamboaiante explorări hermeneutice, include problematici diverse: ontologie, teoria subiectului, ideologie, multiculturalism, drepturile omului, ecologie, revoluție, totalitarism, postmodernitate, cinematografie, teologie.

## Traduceri în limba română
- Ați spus cumva totalitarism? , trad. de Veronica Tomescu, București, Editura Curtea Veche, 2005
- Zăbovind în negativ. Kant, Hegel și critica ideologiei , trad. de Irina-Marta Costea, București, Editura ALL Educational, 2001

## Cărți publicate în alte limbi
- 2012, The Year of Dreaming Dangerously, London: Verso
- 2012, God in Pain: Inversions of Apocalypse, with Boris Gunjević, New York: Seven Stories Press
- 2012, Less Than Nothing: Hegel and the Shadow of Dialectical Materialism, London: Verso
- 2011, Začeti od začetka, Ljubljana: Cankarjeva založba (editată de Peter Klepec)
- 2011, Hegel and the Infinite: Religion, Politics, and Dialectic, New York: Columbia University Press (editată de Clayton Crockett, Slavoj Žižek, Creston Davis. Prefața și capitolul 12 scrise de Slavoj Žižek)
- 2010, Paul's New Moment: Continental Philosophy and the Future of Christian Theology, Grand Rapids, MI: Brazos Press (împreună cu Creston Davis și John Milbank)
- 2010, The Idea of Communism, London: Verso (Texte din conferința "Ideea de Comunism", 2009, editată de Žižek și Costas Douzinas)
- 2010, Living in the End Times, London: Verso.
- 2010, Philosophy in the Present, Polity (împreună cu Alain Badiou).
- 2010, Badiou & Žižek: Hvalnica Ljubezni (Love and Terror), Ljubljana: Društvo za teoretsko psihoanalizo.
- 2010, Problemi 4-5, (K definiciji komunistične kulture), Ljubljana: Društvo za teoretsko psihoanalizo.
- 2009, Mythology, Madness and Laughter: Subjectivity in German Idealism, Continuum (împreună cu Markus Gabriel).
- 2009, First As Tragedy, Then As Farce, London: Verso.
- 2009, In Search of Wagner (Radical Thinkers), London: Verso (Selecție de texte din Theodor W. Adorno cu o introducere de Žižek).
- 2009, The Monstrosity of Christ: Paradox or Dialectic?, The MIT Press (împreună cu John Milbank).
- 2008, Violence: Big Ideas/Small Books, New York: Picador.
- 2008, In Defense of Lost Causes, London: Verso.
- 2007, En defensa de la intolerancia, Madrid: Sequitur.
- 2007, On Practice and Contradiction, London: Verso (Selecție de texte din Mao Zedong cu o introducere de Žižek).
- 2007, Terrorism and Communism, London: Verso (Selecție de texte din Leon Trotsky cu o introducere de Žižek).
- 2007, Virtue and Terror, London: Verso (Selecție de texte din Robespierre cu o introducere de Žižek).
- 2006, How to Read Lacan, London: Granta Books (și New York: W.W. Norton & Company in 2007). Text Arhivat în 30 mai 2014, la Wayback Machine.
- 2006, The Parallax View, Cambridge, Massachusetts: MIT Press.
- 2006, Lacan: The Silent Partners, London: Verso (Editor)
- 2006, Neighbors and Other Monsters (in The Neighbor: Three Inquiries in Political Theology), Cambridge, Massachusetts: University of Chicago Press.
- 2006, The Universal Exception, London, New York: Continuum International Publishing Group.
- 2005, Interrogating the Real, London, New York: Continuum International Publishing Group.
- 2005, Kako biti nihče. Ljubljana: Društvo za teoretsko psihoanalizo.
- 2004, Iraq: The Borrowed Kettle, London: Verso.
- 2004, Paralaksa: za politični suspenz etičnega, Ljubljana: Društvo za teoretsko psihoanalizo.
- 2003, The Puppet and the Dwarf: The Perverse Core of Christianity, Cambridge, Massachusetts: MIT Press.
- 2003, Organs Without Bodies, London: Routledge.
- 2003, Kuga Fantazem, Ljubljana: Društvo za teoretsko psihoanalizo.
- 2002, Revolution at the Gates: Žižek on Lenin, the 1917 Writings, London: Verso.
- 2002, Welcome to the Desert of the Real, London: Verso.
- 2001, Repeating Lenin, Zagreb: Arkzin D.O.O.
- 2001, Opera's Second Death, London: Routledge.
- 2001, On Belief, London: Routledge.
- 2001, The Fright of Real Tears, London: British Film Institute (BFI).
- 2001, Did Somebody Say Totalitarianism?, London: Verso.
- 2001, Strah pred pravimi solzami: Krzysztof Kieslowski in šiv, Ljubljana: Društvo za teoretsko psihoanalizo.
- 2000, Krhki absolut: Enajst tez o krščanstvu in marksizmu danes, Ljubljana: Društvo za teoretsko psihoanalizo.
- 2000, The Fragile Absolute: Or, Why is the Christian Legacy Worth Fighting For?, London: Verso.
- 2000, The Art of the Ridiculous Sublime: On David Lynch's Lost Highway, Washington: University of Washington Press.
- 2000, Contingency, Hegemony, Universality (împreună cu Judith Butler și Ernesto Laclau), London: Verso.
- 1999, The Ticklish Subject, London: Verso.
- 1998, Alain Badiou, Sveti Pavel: Utemeljitev Univerzalnosti, (afterword, Alain Badiou as a Reader of Saint Paul), Ljubljana: Društvo za teoretsko psihoanalizo.
- 1997, The Plague of Fantasies, London: Verso.
- 1997, The Abyss of Freedom, Michigan: University of Michigan Press.
- 1997, Argument za strpnost, (Robert Schumann or romantic antihumanism), Ljubljana: Društvo za teoretsko psihoanalizo.
- 1996, The Indivisible Remainder: Essays on Schelling and Related Matters, London: Verso.
- 1996, Slovenska smer, Ljubljana: Cankarjeva Založba
- 1994, The Metastases of Enjoyment, London: Verso.
- 1994, Problemi: Eseji 4-5, (Film vpričo "vsesplošne težnje po ponižanju v ljubezenskem življenju"), Ljubljana: Društvo za teoretsko psihoanalizo.
- 1993, Everything You Always Wanted to Know About Lacan... But Were Afraid to Ask Hitchcock, London: Verso.
- 1993, Tarrying With the Negative, Durham, North Carolina: Duke University Press.
- 1993, Filozofija skoz psihoanalizo VII., (Cogito as Sexual Difference, David Lynch as a pre-raphaelite), Ljubljana: Društvo za teoretsko psihoanalizo.
- 1992, Enjoy Your Symptom!, London: Routledge.
- 1991, Looking Awry, Cambridge, Massachusetts: MIT Press.
- 1991, For They Know Not What They Do, London: Verso.
- 1991, Hitchcock II., (slovene text titled Dans ses yeux insolents je vois ma perte écrite), Ljubljana: Društvo za teoretsko psihoanalizo.
- 1990, Beyond Discourse Analysis (a part in Ernesto Laclau's New Reflections on the Revolution of Our Time), London: Verso.
- 1990, Beseda, dejanje svoboda: Filozofija skoz psihoanalizo V. (Roberto Rosellini: death, freedom, suicide), Ljubljana: Društvo za teoretsko psihoanalizo.
- 1989, The Sublime Object of Ideology, London: Verso.
- 1989, Druga smrt Josipa Broza Tita, Ljubljana: Državna založba Slovenije.
- 1988, Pogled s strani, Ljubljana: Ekran.
- 1987, Jezik, ideologija, Slovenci, Ljubljana: Delavska enotnost.
- 1985, Hegel in objekt, (authored with Mladen Dolar), Ljubljana: Društvo za teoretsko psihoanalizo.
- 1985, Problemi teorije fetišizma: Filozofija skoz psihoanalizo II. (de Rado Riha), Ljubljana: Društvo za teoretsko psihoanalizo.
- 1984, Filozofija skozi psihoanalizo (editor), Ljubljana: Univerzum.
- 1984, Birokratija i uživanje, Beograd: Radionica SIC.
- 1982, Zgodovina in nezavedno, Ljubljana: Cankarjeva založba.
- 1983, Gospostvo, Vzgoja, Analiza: Zbornik tekstov Lacanove šole psihoanalize (editor, traducător), Ljubljana: DDU Univerzum
- 1980, Hegel in označevalec, Ljubljana: Univerzum.
- 1976, Znak, označitelj, pismo, Beograd: Mladost.
- 1972, Bolečina razlike, Maribor: Obzorja.

## Legături externe
Materiale media legate de Slavoj Žižek la Wikimedia Commons
- en  Slavoj Žižek @ European Graduate School
- en  Jurnalul lui Slavoj Žižek
- en  Articole scrise de Slavoj Žižek
- en  Articole de Slavoj Žižek în London Review Of Books
- en  Slavoj Žižek @ Internet Encyclopedia of Philosophy
- Articole traduse în limba română
- Slavoj Žižek la Internet Movie Database

Interviuri
- Interviu Slavoj Žižek  trad. de Alexandru Macovei, Bucuresti, 8 august 2012